# Samsung ES10
Samsung ES10 / VLUU ES10 — компактная цифровая камера, выпущенная в 2009 году компанией Samsung Electronics. ES10 имеет ПЗС матрицу размером 1/2.5 (5.8x4.3 мм). Встроенная память 9 Мб, поддержка карт памяти форматов MMC, SD, SDHC. Максимальное разрешение снимка составляет 3264 на 2448 пикселей, запись видео в максимальном разрешении VGA 640x480.

## Описание
Фотоаппарат имеет четыре цветовых решения — серебристо-серое, серебристое, розовое и чёрное.

## Функции
- Для стабилизации изображения применяется стабилизатор DIS, который был специально разработан компанией Samsung для собственных фотокамер.
- В фотоаппарате отсутствует функция выбора режима съёмки[1].
- Существует мнение[1], что светочувствительности достаточно для получения качественных снимков только при дневном свете.

## Комплектация
- Инструкция и гарантийный талон.
- Кабель USB (для фотоаппаратов Samsung).
- Ремешок на запястье.